# Valle (Kommune)
Valleⓘ ist eine norwegische Kommune in der Provinz (Fylke) Agder. Nördlich davon liegen die Kommunen Bykle und Tokke, östlich davon Fyresdal, südlich Bygland und westlich Sirdal.

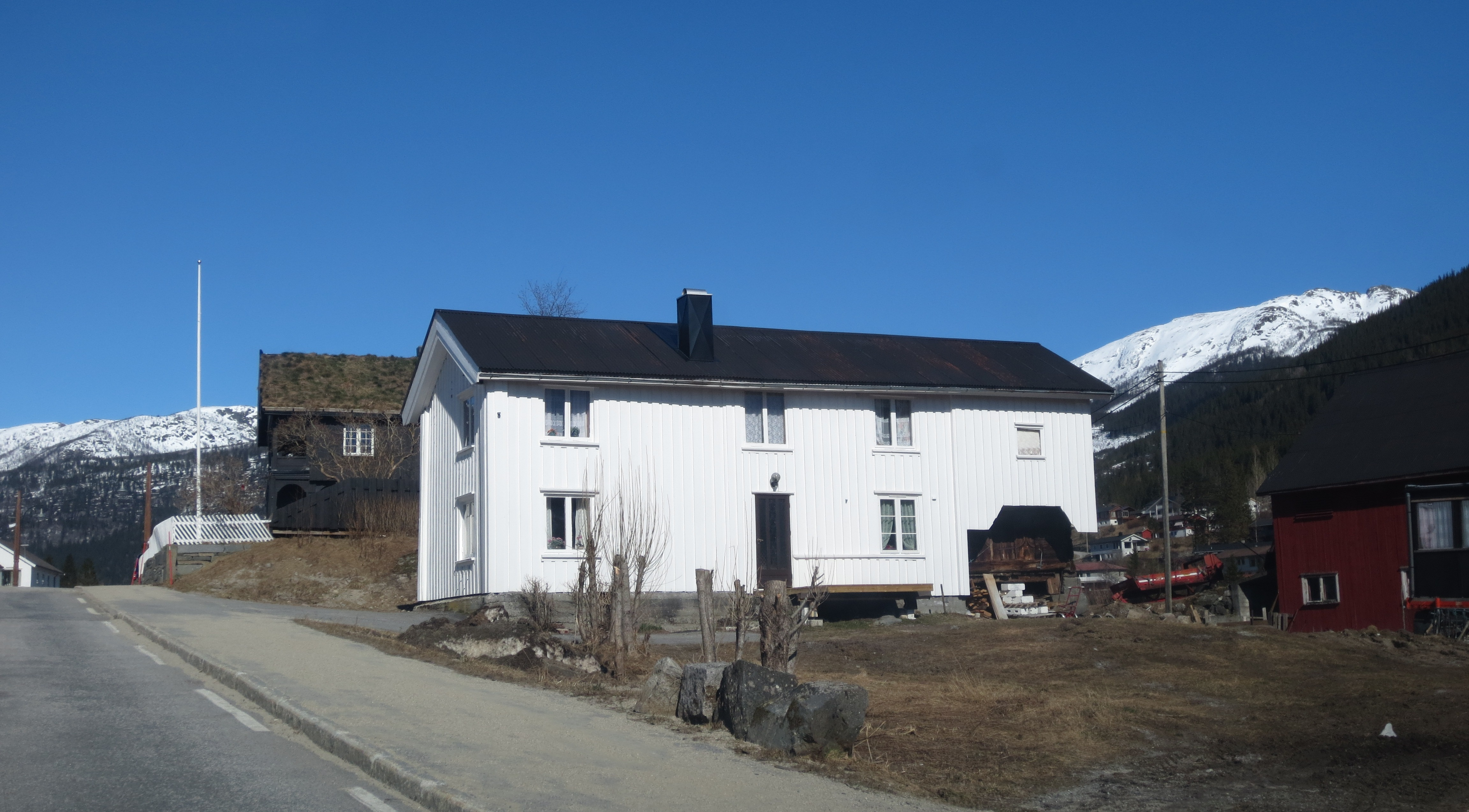
Die Gemeindeverwaltung

Die jetzige Kommune Valle wurde am 1. Januar 1962 aus den zwei ehemals eigenständigen Kommunen Valle und Hylestad gebildet. Es gibt zwei Zentren, Valle und Rysstad, das Verwaltungszentrum befindet sich in Valle. Beide Zentren haben eine Kirche und Einkaufsmöglichkeiten. In Rysstad gibt es das Setesdalmuseum mit dem Museumsdorf Rygnestadtunet.
Der Fluss Otra fließt durch die Kommune Valle und auch der See Store Bjørnevatn liegt in ihr. Der westliche Teil der Kommune ist ein Teil der Setesdal Vesthei, wo es Europas südlichste Wildrentiervorkommen gibt.
Valle ist umgeben von mehreren hohen Felswänden, durch welche zahlreiche beschriebene Kletterrouten führen.

## Wappen
Beschreibung des Wappens: In Rot schragenweis gestellte fünf goldene Flanchis.

## Bekannte Personen
- Kirsten Bråten Berg (* 1950), Folk-Sängerin
- Paal-Helge Haugen (* 1945), Schriftsteller